# Kusmark
Kusmark is een plaats in de gemeente Skellefteå in het landschap Västerbotten en de provincie Västerbottens län in Zweden. De plaats heeft 437 inwoners (2005) en een oppervlakte van 114 hectare. De rivier de Kågeälven loopt langs de circa 20 kilometer ten noordwesten van de stad Skellefteå gelegen stad.